# 프라다
프라다(이탈리아어: Prada S.p.A.)는  이탈리아의 하이엔드급 명품 패션 브랜드이다. 1913년에 마리오 프라다가 설립한 회사로 원래 이탈리아에서 프라다 브라더스(Prada Brothers)로 알려져 있었다.

## 역사

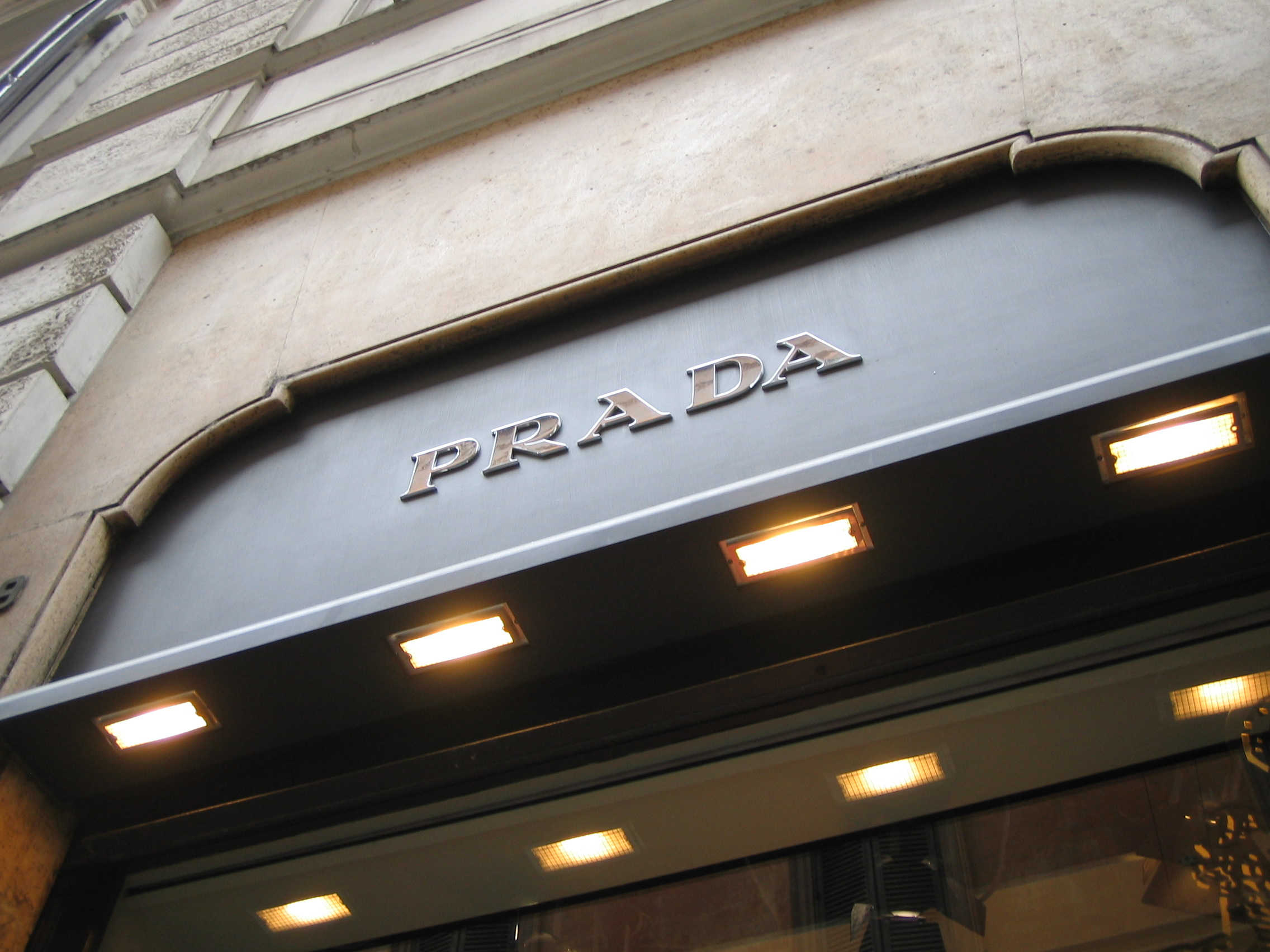
이탈리아 로마에 있는 한 프라다 매장.

1913년 마리오 프라다와 마르티노 프라다 형제는 이탈리아 밀란에서 프라텔리 프라다(영어로 Prada Brothers)라는 상호의 가죽 제품 샵을 열었다. 처음에 샵은 직접 만든 가죽 제품과 영국산 핸드백을 수입해다 팔았다. 마리오 프라다는 여자를 믿지 않아서 가족 중에 여자가 그의 회사에 입사하는 걸을 반대했다. 그러나 정작 마리오의 아들은 사업에 흥미가 없었다. 그래서 마리오의 딸인 루이사 프라다가 사업을 이어받아 20여년을 경영했다. 루이사의 딸인 뮤차 프라다가 1970년 입사해 1978년 회사를 넘겨받았다.

## 탈세조사
2014년 프라다는 탈세 혐의로 이탈리아 검찰의 수사를 받았다. 프라다는 4억 2천만 유로(5억 7100만 달러)를 이탈리아 국세청에 납부하기로 하였다.

## 같이 보기
- LG 프라다 (휴대 전화)
- 악마는 프라다를 입는다 (영화)